# Die Prinzessin, die nicht spielen wollte
Die Prinzessin, die nicht spielen wollte (schwedisch Prinsessan som inte ville leka) ist eine Geschichte von Astrid Lindgren.

## Handlung
Lise-Lotta ist eine kleine Prinzessin. Sie hat ein Spielzimmer mit allem was sie sich nur wünschen kann. Trotzdem möchte sie nicht spielen. Das bereitet der Mutter große Sorgen. Sie versucht alles, um Lise-Lotta zum Spielen zu bewegen und holt sich sogar den Leibarzt zur Hilfe. Doch alle Versuche nützen nicht. Als Lise-Lotta eines Tages im Park vom Schloss ist, sieht sie ein Mädchen namens Maja, das genauso groß ist, wie sie. Zunächst ist Lise-Lotta verwundert, dass das Mädchen so klein ist, denn im Schloss hat sie nur große, erwachsene Leute kennengelernt. Dann jedoch spielen Maja und Lise-Lotta zusammen. Maja hat eine gedrechselte Holzpuppe, die aussieht wie ein Stück Holz mit einem Lappen darum, die sie Pia nennt. Lise-Lotta ist fasziniert von der Puppe und möchte gerne auch so eine haben. Als die Mutter von Lise-Lotta wenig später kommt, hat Lise-Lotta rote Backen und sieht so munter aus, wie nie zuvor. Die Mutter ist begeistert. Sie lädt Maja ein am nächsten Tag im Palast zu spielen. Außerdem verspricht Lise-Lotta Maja, dass sie sich jede von ihren Puppen aussuchen kann, wenn sie ihr nur Pia überlässt. Als Maja am nächsten Morgen in Lise-Lottas Spielzimmer kommt, ist sie überrascht von der großen Auswahl an Puppen die Lise-Lotta hat. Sie nimmt sich eine Schlafpuppe mit und überlässt Pia Lise-Lotta. Beide Mädchen sind überglücklich und versprechen einander sich am nächsten Tag wieder zum Spielen zu treffen.

## Hintergrund
Erstmals erschien die Geschichte 1947 unter dem Titel Prinsessan som inte ville leka in dem schwedischen Magazin Landsbygdens jul. Illustratorin war Ingrid Vang Nyman. In Schweden wurde die Geschichte außerdem 1949 in der Kurzgeschichtensammlung Nils Karlsson Pyssling (1952, deutsch Im Wald sind keine Räuber) veröffentlicht. Später wurde die Geschichte auch als einzelnes Buch von Novellix veröffentlicht. Illustriert wurde diese Ausgabe von Lisa Benk. Außerdem erschien die Geschichte in Schweden als Hörbuch. Gelesen wurde es von Astrid Lindgren höchstpersönlich. Die Puppe von Maja hat in den Deutschen Ausgaben der Geschichte verschiedene Namen. In älteren Auflagen heißt sie Puttchen und in neueren Pia. Im schwedischen Original heißt sie Puttan.

## Rezeption
Hanna Lager von feministbiblioteket.se meint, dass ihr die Geschichte von sehr gut gefallen habe. Sie würde zeigen, dass viele Spielsachen ohne Spielkameraden keine Freude bereiten würden. Erst als sie eine Freundin gefunden habe, sei die Prinzessin glücklich geworden. Auch Valerie Kyeyune Backström von Expressen lobt die Geschichte. Sie zeige, wie eine reiche Prinzessin neue Lebenskraft und Vitalität durch die Freundschaft mit einem armen Mädchen bekomme.

## Ausgaben
- Prinsessan som inte ville leka, In: Falkenberg Bygd (Hg): Landsbygdens jul, AB Skånska Dagbladets Tryckeri, Malmö, 1947, 4, S. 27–29, die Geschichte in schwedischer Sprache in der Zeitschrift Landsbygdens jul.
- Nils Karlsson-Pyssling, (1949), Rabén & Sjögren, schwedische Veröffentlichung, illustriert von Eva Billow
- Prinsessan som inte ville leka (2015), Novelix, schwedische Ausgabe, illustriert von Lisa Benk
- Принцесса, которая не желала играть в куклы, АСТ, 2008, russisches Bilderbuch, illustriert von Ольга Ионайтис (Olga Ionaitis), ISBN 978-5-17-052069-5

In Deutschland veröffentlicht in
- Im Wald sind keine Räuber, 1952, Verlag Friedrich Oetinger, Hamburg, illustriert von Eva Billow, ins Deutsche übersetzt von Karl Kurt Peters
- Astrid Lindgren erzählt, 1971, Verlag Friedrich Oetinger, Hamburg, illustriert von Margret Rettich, ins Deutsche übersetzt von Karl Kurt Peters
- Wir kommen zu euch – Geschichten von Kindern aus Schweden, 1972, Deutsches Lesewerk, Hamburg, illustriert von Ilon Wikland & Ingrid Vang Nyman, ins Deutsche übersetzt von Karl Kurt Peters
- Märchen, 1978, Verlag Friedrich Oetinger, Hamburg, illustriert von Ilon Wikland, ins Deutsche übersetzt von Karl Kurt Peters
- Die Puppe Mirabell und andere Geschichten, 2006, Verlag Friedrich Oetinger, Hamburg, illustriert von Ilon Wikland, ins Deutsche übersetzt von Karl Kurt Peters